# Protonemura pseudonimborum
Protonemura pseudonimborum är en bäcksländeart som beskrevs av Kis 1965. Protonemura pseudonimborum ingår i släktet Protonemura och familjen kryssbäcksländor. Inga underarter finns listade i Catalogue of Life.